# Državna cesta D126
D126 je državna cesta u Hrvatskoj. 
Cesta započinje u Trogiru, pred mostom za Čiovo, gdje se odvaja i D315. Cesta dalje vodi mostom na trogirski otok, uz istočni rub gradske jezgre, te opet mostom do otoka Čiova. Uslaskom na Čiovo, cesta skreće lijevo, na istok, prema naseljima Mastrinka, Arbanija i Slatine.
Ukupna duljina ceste je 8,3 km.